# Péter Glavanov
Péter Glavanov – węgierski zapaśnik walczący w stylu wolnym.
Srebrny medalista mistrzostw Europy w 1931 roku. Mistrz kraju w 1931 roku.